# Gudrun Mörne
Gudrun Mörne, född 11 februari 1905 i Esbo, död 18 februari 1981, var en finländsk skådespelare och redaktör. 

## Biografi
Mörne blev student 1923 och genomgick Svenska Teaterns elevskola 1925–1927. Hon var skådespelare vid Svenska Teatern i Helsingfors 1927–1936, redaktionssekreterare i Arbetarbladet (från 1949 Svenska Demokraten) 1937–1968 (signaturen Picador). Hon utgav med Barbro Mörne sago- och visboken Petter och Lena i Häxkullebo. 
Mörne var medlem av Finlands svenska arbetarförbunds styrelse 1938–1965, sekreterare i förbundets bildningsutskott 1935–1945, medlem av styrelsen för Arbetarnas bildningsförbunds svenska sekretariat från 1950 och sekreterare i Finlands svenska socialdemokratiska ungdomsklubbars centralkommitté 1936–1946. Hon var medlem av Svenska Finlands folkting 1946–1964, av fullmäktige och dess viceordförande från 1949. Hon dömdes 1944 till tre månaders fängelse för ett tal hon hållit i Ingå, men frikändes senare samma år av hovrätten sedan de politiska förhållandena ändrats efter vapenstilleståndet. 
Hon var syster till Barbro Mörne.

## Teater

### Roller (ej komplett)
| År   | Roll                            | Produktion                                                        | Regi            | Teater                       |
| ---- | ------------------------------- | ----------------------------------------------------------------- | --------------- | ---------------------------- |
| 1927 | Alice, kammarjungfru            | Markisinnan (The Marquise) Noël Coward                            | Gustaf Nessler  | Svenska Teatern, Helsingfors |
| 1927 | Miss Smith, Madames sekreterare | Nu kommer madame (Enter Madame) Gilda Varesi och Dolly Byrne      | Tollie Zellman  | Svenska Teatern, Helsingfors |
| 1929 | Laura                           | Tiggaroperan (Die Dreigroschenoper) Bertolt Brecht och Kurt Weill | Nicken Rönngren | Svenska Teatern, Helsingfors |